# Yakutia sukachevae
Yakutia sukachevae (лат.) — ископаемый вид жуков, единственный в составе рода Yakutia из семейства шипоноски (Mordellidae). Найден в Якутии (в 40 км от посёлка Кысыл-Сыр, 64°03′32.36″N, 123°51′60.67″E) в меловом якутском янтаре (тиммердяхская свита, возраст около 95 млн лет).

## Этимология
Родовое Yakutia название дано по месту обнаружения (Якутия). Вид Y. sukachevae назван в честь палеонтолога Ирины Дмитриевны Сукачевой, возглавлявшей экспедицию Палеонтологического института АН СССР, в 1975 году обнаружившую типовой материал на левом берегу реки Вилюй, в 140 км от её впадения в Лену.

## Описание
Мелкие жуки длиной около 3 мм. Тело удлиненно-цилиндрическое. Голова полушаровидная, типичного для шипоносок типа. Сложный глаз крупный, субсферический. Антенны зубчатые, компактные, умеренно длинные. Новый вид и род отличается от всех сохранившихся или вымерших Mordellidae по сочетанию следующих признаков: тело слегка дорсо-вентрально сжатое; отсутствуют терминальные голенные шпоры; форма коксальных пластинок. От из известных вымерших родов, Yakutia отличается прежде всего отсутствием терминальных тибиальных шпор (по крайней мере, одна терминальная голенная шпора присутствует у всех Mordellinae) и менее сильно развитой коксальной пластинкой, которая значительно шире, чем её длина, и, похоже, ближе к таковой у Anaspidinae (Scraptiidae). Однако новый таксон не может быть включен в состав Anaspidinae, на который он, по-видимому, похож, поскольку имеет заостренный проэпистернальный шов между пронотальным диском и проэпистернумом (у Anaspidinae эти два склерита сближены), а голова не имеет типичного анаспидинового сужения («шейки») у основания.